# Gabaniza

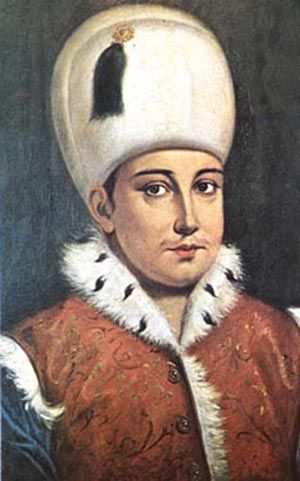
Sultan Osman II. mit Gabaniza. Der Kragen des Fellfutters ist mit Hermelinschweifen garniert.

Die Gabaniza (osmanisch قبانچه İA ḳabaniçe) ist ein fast frackförmiges, kostbares pelzgefüttertes Bekleidungsstück, das nur vom osmanischen Sultan getragen wurde. Im Sommer trug er die Gabaniza mit Zobelfell gefüttert, im Winter mit einem schwarzen Fuchsfellfutter. Daneben gab es in der Türkei den Gaban (غبین / ġabin), einen Regenmantel aus Filz.
Zobelfelle gelten schon seit über tausend Jahren als eine erlesene Kostbarkeit. Die besten Felle wurden von den in Sibirien unterworfenen Völkern an den Zaren abgeliefert, die dieser ausländischen Würdenträgern als „Kronenzobel“ zum Geschenk machte. Ein weiterer, besonders begehrter Pelz war der Silberfuchs, je dunkler das fast schwarze Haar, desto kostbarer galt das Fell.
Im Inventarium des Kerekes Dóra Johann Christoph von Kindsberg aus Konstantinopel heißt es:

„Über der Röm[ischen] Khay[serlichen] May[estät] rath unnd residenten an der ottomanischen porten herrn h[err]n Johann Christoph: v[on]Khindsperg seel[igen] verlassenschafft

Wie volgt

In einer vierekhigten beschlagenen truehen, gezeichnet mit N[umer]o 1 befindet sich …

(neben vielem anderen mehr)

Ein gabaniza,5* oder oberkleydt von gebluemtem rothen goldtstuckh mit lux gefüettert

Ein cafftan, od[er] unterrokh eben von gebluemtem rothen goltstuckh

Ein gabaniza von goldtgebluemtem weissen silber stuckh undt mit zobl gefüettert

Ein cafftan von gleichen goldtgebluemtem weissen silber stuckh

Ein gabaniza von rothen samet, ohne fuetter

5* kapanicse (kapaniçe, tör.) = díszes köpönyeg, drága anyagból készül, drágakővel kivarrva“